# 同卡镇
同卡镇，是中华人民共和国西藏自治区昌都市八宿县下辖的一个乡镇级行政单位。

## 行政区划
同卡镇下辖以下地区：
波查村、觉龙村、然多村、俄觉村、卡丁村、郎巴村、帕西村、吉巴村、亚同村、沙热村和古日村。